# Прераждане (филм, 1991)
„Прераждане“ (на английски: Switch) е американска фентъзи комедия от 1991 г. на режисьора Блейк Едуардс, който е сценарист на филма. Базиран на пиесата „Сбогом, Чарли“ от Джордж Акселрод през 1959 г., и едноименния филм от 1964 г., във филма участват Елън Баркин, Джими Смитс, ДжоБет Уилямс, Лорейн Брако, Тони Робъртс и Пери Кинг.